# Rhoizema
Rhoizema is een geslacht van schietmotten uit de familie van de Sericostomatidae. Het geslacht werd voor het eerst wetenschappelijk beschreven door Keppel Harcourt Barnard in 1934.

## Soorten
Het genus bevat de volgende soorten:

- Rhoizema furciferum K.H. Barnard, 1934
- Rhoizema mahalevonum K.A. Johanson & J. Olah, 2006
- Rhoizema montanum K.H. Barnard, 1934
- Rhoizema saxiferum K.H. Barnard, 1934
- Rhoizema spinosum K.H. Barnard, 1934